# João Bethencourt
João Estevão Weiner Bethencourt (* 1924 in Budapest; † 31. Dezember 2006 in Rio de Janeiro) war ein ungarisch-brasilianischer Dramatiker, Regisseur, Theaterkritiker und Übersetzer, der 1934 mit zehn Jahren nach Brasilien kam.

## Werdegang
Nach einem Agronomieabschluss in Rio de Janeiro studierte Bethencourt zum Beginn der 1950er Jahre Dramaturgie an der Yale University. Nach seiner Rückkehr nach Rio inszenierte er 1954 mit einer Laiengruppe Unsere kleine Stadt von Thornton Wilder, was der Beginn seiner Karriere als Bühnen-, Film- und Fernsehregisseur war.
Neben zahlreichen Übersetzungen schrieb er selbst über 40 eigene Theaterstücke, hauptsächlich Komödien, die er regelmäßig selbst inszenierte. Seine Stücke wurden in viele Sprachen übersetzt und in vielen Ländern auf der Welt gespielt. Das wohl erfolgreichste, Der Tag, an dem der Papst gekidnappt wurde (O Dia em que raptaram o Papa, 1972 uraufgeführt und bis heute in 42 Ländern gespielt), ist inzwischen ein Klassiker unter den anspruchsvollen Lustspielen. Weitere bekannte Stücke sind zum Beispiel Wie bringt man einen Playboy um? (Como matar um Playboy), Bonifacio und die Billionen (Bonifácio Bilhões) und Der gestohlene Verbrecher (Crime roubado).
Zudem gründete Bethencourt 1954 einen Lehrstuhl für Theater-Regie, schrieb regelmäßig humorvolle und bissige Zeitungsartikel und Theaterkritiken, war Direktor der Kulturverwaltung des brasilianischen Bundesstaates Guanabara, Präsident der Vereinigung der Theaterintendanten von Rio de Janeiro und führte bei zahlreichen Fernsehstücken, die er zum größten Teil selbst schrieb, Regie. Ihm ist es zu verdanken, dass viele US-amerikanische und europäische Theaterautoren in Brasilien bekannt wurden.
Bethencourt starb am 31. Dezember 2006 in Rio de Janeiro an den Folgen einer Darminfektion.

## Internationaler Erfolg
Bethencourts weltweit größter Erfolg war die Komödie in zwei Akten Der Tag, an dem der Papst gekidnappt wurde (1973), Originaltitel: O Dia em que raptaram o Papa (1972), ins Englische übersetzt unter dem Titel The Day They Kidnapped the Pope (1979).
Zum Inhalt
Papst Albert IV. hat eine anstrengende Reise nach New York hinter sich. Als er sich unerkannt  eine zweitägige Ruhepause im Karmeliterkloster gönnen will, verlässt er das Hotel durch den Hinterausgang und setzt sich in ein Taxi. Dieses gehört dem Juden Samuel Leibowitz, der durch seinen Einfallsreichtum seine Frau schon oft zur Verzweiflung gebracht hat. Nun hat er wieder eine geniale Idee: Er entführt den Papst, aber nicht um Geld, sondern um 24 Stunden Frieden auf der Welt zu erpressen. Dieser Einfall gefällt dem Papst, der sich in der Familie sichtlich wohl fühlt und die Tage seiner Entführung zunehmend genießt, soweit es Polizei und Armee zulassen. Der Hausfreund, Rabbi Meyer, verrät zwar der Polizei den Aufenthaltsort des Papstes, dennoch werden diese zu leidenschaftlichen Schachfreunden. Auch über das glückliche Ende der Entführung hinaus, das dank dem Großmut des Papstes herbeigeführt werden kann.

## Werke (deutsche Fassungen)
- Wie bringt man einen Playboy um? Komödie. Übersetzt von Kurt Spieler, bearbeitet von Peter Goldbaum, Vertriebsstelle und Verlag Deutscher Bühnenschriftsteller und Bühnenkomponisten, Hamburg 1960, DNB 790460912
- Der Tag, an dem der Papst gekidnappt wurde. Komödie in zwei Akten. Übersetzt von Reiner Walch, bearbeitet von Wolfgang Spier, Vertriebsstelle und Verlag Deutscher Bühnenschriftsteller und Bühnenkomponisten, Hamburg 1960 DNB 790460920. Auch: 
  - Als Roman: übersetzt von Gerhard Freund. Schulz, Percha am Starnberger See 1975, ISBN 3-7962-0080-X.
- Das gestohlene Verbrechen. Komödie in zwei Akten. Übersetzt von György Sebestyén. Sessler, Wien 1977, DNB 780212266
- Öl, Öl, Öl. Farce in 2 Akten. Übersetzt von Gabriel Thomas. Sessler, Wien 1979 DNB 209685433
- Bonifacio und die Billionen. Lustspiel. Übersetzt und bearbeitet von Georg Kreisler. Kaiser-Verlag, Wien, 1985, OCLC 180564664
- Dolores. Komödie in zwei Akten. Übersetzt von Charles Regnier. Sessler, Wien 1988, OCLC 174187620